# Українська Далекосхідна Крайова Рада
Українська Далекосхідна Крайова Рада — згідно з Конституцією національно-культурної автономії українства Далекого Сходу, найвищий автономний орган українців Далекого Сходу та найвищий виборний орган самоврядування українського населення в 1918–1922 роках.
Взагалі відбулося три сесії Крайової Ради (перша — листопад 1918 року, друга — травень 1919 року, третя — листопад 1920 року, усі у Владивостоці). Згідно з Конституцією, Крайова Рада була «вищим автономним органом українців Далекого Сходу» та «вищим виборним органом самоврядування українського населення з усіх питань національно-громадського життя, а саме — законодавчого, керівного та роз'яснювального характеру».
Виконавчим органом Української Далекосхідньої Крайової Ради спочатку був Тимчасовий Далекосхідній Український Крайовий Комітет на чолі з Онисимом Ступаком, пізніше, 12 квітня 1918 року було обрано Український Далекосхідній Секретаріат. Секретаріят мав виконувати її рішення та постанови Українських Далекосхідніх з'їздів, керуючи діяльністю далекосхідніх українських організацій та представляючи українське населення перед місцевою владою та іноземними представництвами, що перебували на той час на терені Далекого Сходу.
У червні 1918 року, після того, як Секретаріят видав постанову про невтручання українського населення у військовий конфлікт між Совєтами і чехословацькими військами, внаслідок переслідувань з боку більшовиків він мусив залишити Хабаровськ, у якому він перебував.
Його діяльність було відновлено після Четвертого Українського Далекосхіднього з'їзду, що відбувся наприкінці 24 жовтня 1918 року у Владивостоці. На цьому з'їзді склад Секретаріяту було розширено (голова — Ю. Глушко-Мова, секретар з організаційних питань — Г. Мелашич, секретар з питань освіти — І. Гадзаман, секретар з військових справ — полковник Федір Стешко, Й. Осипенко, А. Радіонов, Я. Ситницький — секретарі з питань представництва (зносин з російською владою та чужинцями), з аграрних та економічних питань). Однак Я. Ситницький змушений був наступного дня виїхати з Владивостоку й фактично вийшов зі складу Секретаріяту, який відтепер працював у Владивостоці, де в 1919–1920 роках ним видавалася газета «Щире слово».
Весь час існування Української Далекосхідної Республіки Головою Секретаріату був Юрій Глушко-Мова, що декілька раз переобирався на цю посаду. Він особисто займався всіма державотворчими і освітньо-громадськими справами республіки і став національним лідером всього Зеленого Клину.
Найвищою владою «установчої i санкційної вдачі» у краю з усіх справ і питань українського життя визнавалися Українські Далекосхідні з'їзди, які мали скликатися Секретаріатом за постановами Крайової Ради чи по бажанню мінімум трьох Окружних Рад Далекого Сходу у місці i часі, ухваленому Крайовою Радою. Всього відбулося чотири таких з'їзди: Перший з'їзд (червень 1917 року), Другий з'їзд (січень 1918 року), Третій з'їзд (квітень 1918 року), Четвертий з'їзд (жовтень 1918 року). Ці з'їзди відбувались у Микольсько-Уссурійську, Хабаровську та Владивостоці.
Головним нормативно-правовим документом, яким мали керуватися влада, органи місцевого самоврядування та все українське населення Далекого Сходу у справах внутрішнього самоврядування в 1919–1922 роках була Конституція національно-культурної автономії українства на Далекому Сході.